# وزارت دفاع قزاقستان
وزارت دفاع قزاقستان (قزاقی: Қазақстан Республикасының Қорғаныс министрлігі) از وزارتخانه‌های دولت قزاقستان است، که وظیفه پشتیبانی لجستیک از نیروهای مسلح جمهوری قزاقستان را برعهده دارد.
وزارت دفاع یک سازمان دولتی قزاقستان است که نهاد اجرایی اصلی در اجرای سیاست نظامی است. وزیر دفاع جمهوری قزاقستان رئیس وزارت دفاع است که وظایف آن اعمال رهبری اداری نیروهای مسلح جمهوری قزاقستان است.
این وزارتخانه برای اولین بار در ماه مه ۱۹۹۲ پس از فروپاشی اتحاد جماهیر شوروی تأسیس شد. اولین وزیر دفاع، ژنرال ارتش ساگادات نورماگامبتوف بود که از سال ۱۹۹۲ تا ۱۹۹۵ خدمت کرد.